# Pseudapanteles
Pseudapanteles – rodzaj błonkówek z rodziny męczelkowatych. Gatunkiem typowym jest Pseudapanteles annulicornis.

## Zasięg występowania
Rodzaj obejmuje gatunki występujące w Nowym Świecie, głównie w krainie neotropikalnej.

## Biologia i ekologia
Żywicielami są motyle z 6 rodzin.

## Gatunki
Do rodzaju zaliczanych jest 36 opisanych gatunków (wiele gatunków jest nieopisanych):

- Pseudapanteles abantidas (Nixon, 1965)
- Pseudapanteles alfiopivai Fernández-Triana & Whitfield, 2014
- Pseudapanteles alvaroumanai Fernández-Triana & Whitfield, 2014
- Pseudapanteles analorenaguevarae Fernández-Triana & Whitfield, 2014
- Pseudapanteles annulicornis Ashmead, 1900
- Pseudapanteles brunneus Ashmead, 1900
- Pseudapanteles carlosespinachi Fernández-Triana & Whitfield, 2014
- Pseudapanteles carlosrodriguezi Fernández-Triana & Whitfield, 2014
- Pseudapanteles christianafigueresae Fernández-Triana & Whitfield, 2014
- Pseudapanteles dignus (Muesebeck, 1938)
- Pseudapanteles gouleti Fernández-Triana, 2010
- Pseudapanteles hernanbravoi Fernández-Triana & Whitfield, 2014
- Pseudapanteles jorgerodriguezi Fernández-Triana & Whitfield, 2014
- Pseudapanteles josefigueresi Fernández-Triana & Whitfield, 2014
- Pseudapanteles laurachinchillae Fernández-Triana & Whitfield, 2014
- Pseudapanteles lipomeringis (Muesebeck, 1958)
- Pseudapanteles luisguillermosolisi Fernández-Triana & Whitfield, 2014
- Pseudapanteles margaritapenonae Fernández-Triana & Whitfield, 2014
- Pseudapanteles mariobozai Fernández-Triana & Whitfield, 2014
- Pseudapanteles mariocarvajali Fernández-Triana & Whitfield, 2014
- Pseudapanteles maureenballesteroae Fernández-Triana & Whitfield, 2014
- Pseudapanteles moerens (Nixon, 1965)
- Pseudapanteles munifigueresae Fernández-Triana & Whitfield, 2014
- Pseudapanteles nerion (Nixon, 1965)
- Pseudapanteles nigrovariatus (Muesebeck, 1921)
- Pseudapanteles oscarariasi Fernández-Triana & Whitfield, 2014
- Pseudapanteles ottonsolisi Fernández-Triana & Whitfield, 2014
- Pseudapanteles pedroleoni Fernández-Triana & Whitfield, 2014
- Pseudapanteles raulsolorzanoi Fernández-Triana & Whitfield, 2014
- Pseudapanteles renecastroi Fernández-Triana & Whitfield, 2014
- Pseudapanteles rodrigogamezi Fernández-Triana & Whitfield, 2014
- Pseudapanteles rosemarykarpinskiae Fernández-Triana & Whitfield, 2014
- Pseudapanteles ruficollis (Cameron, 1911)
- Pseudapanteles sesiae (Viereck, 1912)
- Pseudapanteles soniapicadoae Fernández-Triana & Whitfield, 2014
- Pseudapanteles teofilodelatorrei Fernández-Triana & Whitfield, 2014